# Belmez
Belmez es un municipio de la provincia de Córdoba, Andalucía, España. Se encuentra ubicada en el corazón del valle del Guadiato. Contaba con 2921 habitantes, según el padrón del INE realizado en 2020.

## Geografía
Belmez tiene una extensión superficial de 207,39 km². Se encuentra sobre la falda de un promontorio calizo, sobre el que está edificado su castillo, emblema de la población, y que lo hace situar a una altitud de 532 m sobre el nivel del mar.

### Ubicación
Integrado en la comarca de Valle del Guadiato, se sitúa a 68 kilómetros de la capital provincial. El término municipal está atravesado por la carretera  N-432, entre los pK 195 y 208, además de por carreteras locales que permiten la comunicación con Hinojosa del Duque, Villanueva del Rey, Fuente Obejuna y Peñarroya-Pueblonuevo. 
| Noroeste: Peñarroya-Pueblonuevo | Norte: Villanueva del Duque | Noreste: Villanueva del Duque |
| Oeste: Peñarroya-Pueblonuevo    |                             | Este: Espiel                  |
| Suroeste: Fuente Obejuna        | Sur: Villanueva del Rey     | Sureste: Villanueva del Rey   |

### Relieve, suelo e hidrografía
El término municipal se compone de terrenos poco abruptos, suavizados por la acción de factores geológicos, lo que ha dado como resultado un entorno de formas suavizadas y lomas redondeadas, con algunas excepciones notables debidas al afloramiento en superficies de materiales más duros (calizos y graníticos) que matizan el paisaje y le otorgan un aspecto más salvaje. También se pueden encontrar aluviones, pizarrosos, carboníferos, calizas y espilitas (lo que hace que Belmez sea una localidad minera)
El río Guadiato nace en la falda del cerro de la Calaveruela junto a la Aldea de La Coronada, término municipal de Fuente Obejuna. En el término de Belmez, sobre un afloramiento granítico se forma Sierra Boyera, que comprende el embalse de Sierra Boyera, construido en la década de los 70 del siglo XX, como unión de dos riachuelos más que desembocan en el embalse. Durante su curso antes de desembocar en el Guadalquivir forma un valle cuyos municipios componen la Mancomunidad del Valle del Guadiato. Aunque el río no atraviesa ninguna de las poblaciones que componen la comarca, sí pasa junto a muchas otras como Peñarroya-Pueblonuevo, Espiel o Villaviciosa de Córdoba.
La altitud oscila entre los 935 metros al este (pico Pelayo), cerca del nacimiento del río Guadalbarbo, y los 480 metros a orillas del río Guadiato. El pueblo se alza a 533 metros sobre el nivel del mar.

## Historia
- Los restos que se conocen de momento de Belmez, pertenecen al Neolítico final. Proceden del yacimiento de Martín Philipp, y se trata de varios fragmentos de cerámica decorados a base de una capa de pigmento rojo (almagra) que recubre toda la superficie. La etapa mejor y más representada en Belmez es la que sigue al Neolítico, el Calcolítico, de la que se cuentan además de poblados sepulturas de varios tipos y fases.
- Es constatable la huella de la presencia romana, encontrándose lugares como: inhumación con lápida funeraria, minas de cobre, minas de hierro, etc.
- También es observada la presencia visigoda, encontrándose un hábitat al sur de la aldea de El Hoyo, y también conocido el ladrillo visigodo de Belmez.
- Belmez se formó tras la reconquista al amparo del castillo, empinado sobre una imponente elevación caliza, y se expandió hacia el camino real de Córdoba.
- Los vestigios humanos en el término de Belmez se remontan hasta el Paleolítico y se prolongan por el Eneolítico, las culturas dolménicas, ibérica y romana, y por las épocas visigoda y musulmana, quedando esta última plasmada definitivamente en su paisaje, por el castillo que corona la población. Poco después de la conquista de Córdoba en el año 1236 se asentaron en estas tierras algunos vecinos de Fuente Obejuna atraídos por su riqueza. Hasta el año 1458 estuvo sujeta a la jurisdicción de Córdoba, pasando después a manos del maestre de Calatrava don Pedro Téllez.

### Edad Contemporánea
Con la división provincial del ministro Javier de Burgos, en 1833, la villa pasa a ser una localidad de la provincia de Córdoba, dejando de pertenecer al antiguo Reino de Jaén.

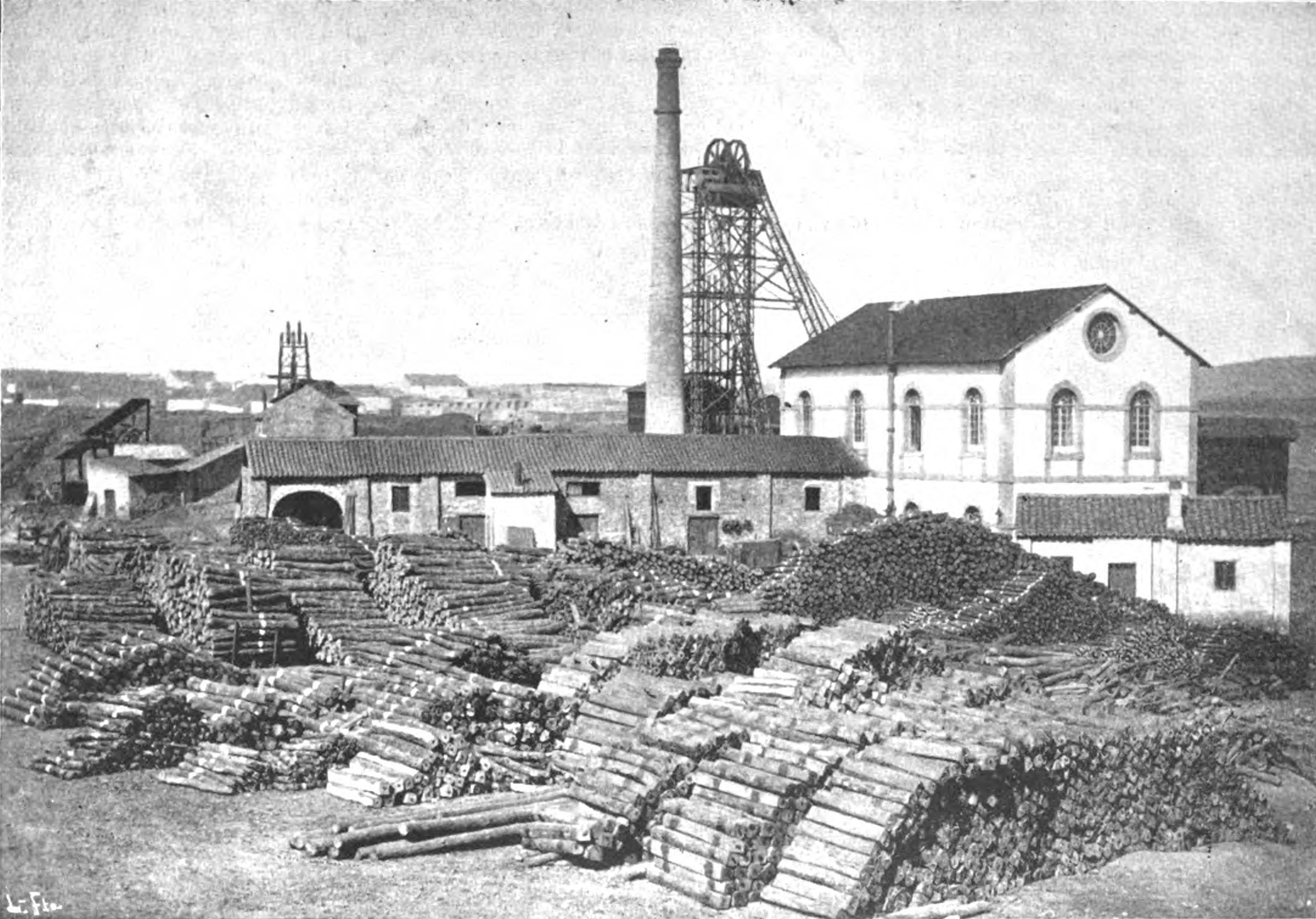
Mina Santa Isabel en Belmez

A mediados del siglo XIX empresas como la española Fusión Carbonífera y Metalífera de Belmez y Espiel o la francesa Sociedad Hullera y Metalúrgica de Belmez se instalaron en la zona para explotar los yacimientos de la cuenca carbonífera. La actividad de esta última se vería eclipsada por la Sociedad Minera y Metalúrgica de Peñarroya (SMMP), que para finales del siglo XIX se había convertido en la empresa hegemónica. 
El importante desarrollo minero-industrial de la zona, así como la llegada a la comarca de una importante masa de inmigrantes, llevó a la secesión de los núcleos de Peñarroya y Pueblonuevo del Terrible en 1886 del término municipal de Belmez. De la mano de la actividad minera se produjo la llegada del ferrocarril a la zona, que buscaba dar salida a la producción carbonífera. En 1868 entró en servicio la línea Almorchón-Belmez, seguida cinco años después por la línea Córdoba-Belmez. Además, la SMMP construyó otro ferrocarril de vía estrecha que iba desde Peñarroya a Puertollano y Fuente del Arco, inaugurado en su totalidad en 1924. Como resultado, en el término municipal belmezano llegó a haber hasta tres estaciones de ferrocarril: la de Belmez, terminal de la línea Almorchón-Belmez; la de Cabeza de Vaca, terminal de la línea Córdoba-Belmez; y la de Belmez-Ermita, del trazado Peñarroya-Puertollano.

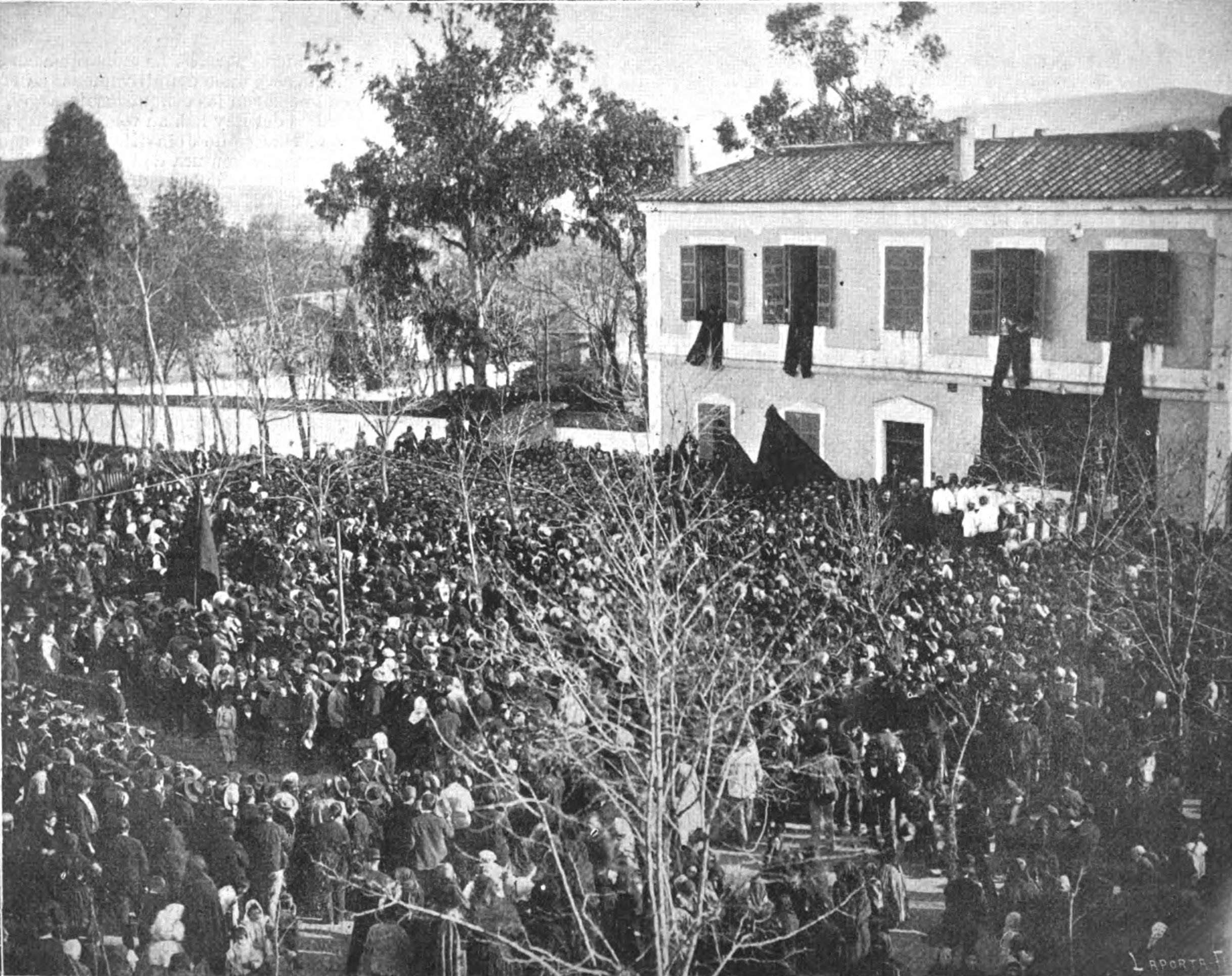
Funerales de las víctimas de la catástrofe de Belmez que tuvieron lugar 19 de marzo de 1898

El 17 de marzo de 1898 tuvo lugar un accidente en la mina Santa Isabel, que se cobró la vida de al menos 54 mineros, con edades que oscilaban entre los 12 y los 52 años.
En la década de 1960 comenzó la decadencia de la actividad minera en la comarca, lo que marcó su declive económico. Esto incluyó el cierre de numerosos yacimientos o de las instalaciones industriales y ferroviarias. Como resultado de ello, durante las siguientes décadas Belmez perdió aproximadamente dos tercios de su población.

## Demografía
Belmez cuenta con una población de 2818 habitantes (INE 2024).
| Gráfica de evolución demográfica de Belmez entre 1842 y 2021 |
| |
| Población de derecho según los censos de población del INE Población de hecho según los censos de población del INEEntre el censo de 1897 y el anterior, disminuye el término del municipio porque independiza a Peñarroya y Pueblonuevo del Terrible |

La demografía de Belmez ha experimentado dos grandes cambios desde 1850. El primer cambio fue el aumento de población, debido a los hallazgos de carbón en la comarca (en este período entre el censo de 1897 y el anterior, disminuye el término del municipio porque independiza a Peñarroya y Pueblonuevo del Terrible). El segundo cambio está siendo la disminución de población debido al agotamiento de las minas.

## Monumentos y lugares de interés

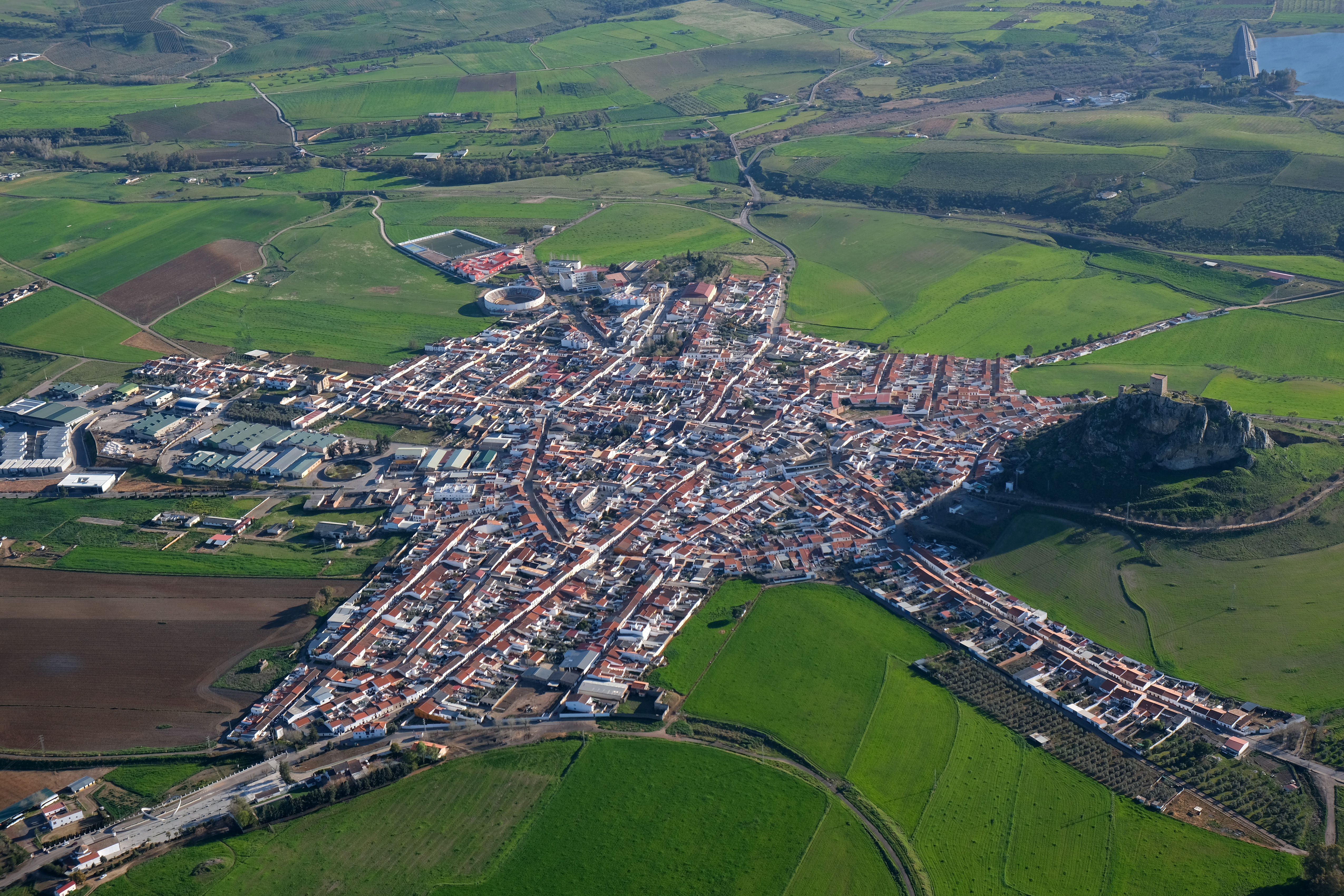
Belmez

- Uno de los accesos a Belmez desde la variante nace junto a la ermita de la Virgen de los Remedios; así que el primer saludo que recibe el viajero es el de la Patrona del pueblo.
- En una visita a la población es obligada la subida al castillo, donde se inicia en la calle Empinada, junto la ermita de la Virgen del Castillo, poco más arriba, un arco reciente de rojiza piedra enmarcada, desde aquí ofrece el castillo mejor apariencia que visto de cerca: sus muros, jalonados por salientes torres cilíndricas, se asientan dominadoramente sobre la desnuda base de erosionadas rocas, que forman, arriba, una pared y luego descienden en rampa hasta los últimos tejados del pueblo.
- Por las calles, el espinazo urbano del caserío es la calle Córdoba, que asciende recta, y más acá, la torre parroquial emerge entre los tejados, rojiza como ellos.
- El tramo superior de la calle Córdoba es el principal eje comercial de Belmez.
- Frente al parque, la avenida de la Universidad baja hasta la plaza de toros, que ha cumplido ya 98 años, con la de Córdoba es la más famosa.
- En el casco urbano queda alguna casa señorial, aunque lo principal a reseñar es el edificio del Ayuntamiento, construido en la segunda mitad del siglo XIX.
- Cabe destacar la iglesia parroquial de Nuestra Señora de la Anunciación, creada en el siglo XIII, a continuación de la Reconquista. La torre representa el mejor testimonio de la obra medieval del templo.
- También de origen medieval la ermita de Nuestra Señora del Castillo, se reduce a una nave única, se ven los arcos transversales apuntados, en un lateral se conserva una bella portada bajo conopio, típica de época Reyes Católicos.
- Se sitúa en ella el embalse de Sierra Boyera.
- El dolmen de Casas de don Pedro.
- El Dolmen de Fuente del Corcho y la Fuente del Corcho[8]

### Castillo de Belmez
El castillo de Belmez, al igual que otros que poblaron el norte de la provincia de Córdoba, custodiaba el camino viejo de Los Pedroches.
A la fortaleza se llega por una empinada y zigzagueante escalera que parte desde la calle Rafael Canalejo Cantero. A lo largo de su recorrido se han dispuesto algunos descansillos que permiten recuperar el aliento, y desde los que puede verse la cantera que, en el siglo XIX, a punto estuvo de arruinar este enclave.
El acceso al recinto se realiza a través de una puerta acotada, situada en uno de los cubos. Al lado de ella había una torre albarrana, típico sistema defensivo árabe.
De forma alargada, su planta se adapta al terreno sobre el que se asienta, una enorme roca infranqueable por el lado noroeste por un profundo acantilado. Seis torres semicilíndricas dispuestas a lo largo de una muralla con tramos de distintos grosores rodean el recinto interior, en cuyo patio de armas, hoy cubierto de vegetación, perdura un aljibe conocido popularmente como la pisada del caballo, y que, dadas las características del terreno, siempre contiene agua.
La torre del Homenaje, de planta pentagonal y once metros de altura, está dividida en dos plantas rematadas en bóvedas de ladrillo. Su interior revela hoy día las desafortunadas y antiestéticas labores de reconstrucción que, sin tener en cuenta el pasado, se realizaron en el año 2001. Estuvo rematada por matacanes y almenas, elementos claramente defensivos que han desaparecido con el paso del tiempo. De entre sus escasos vanos destaca una ventana con arco de medio punto. Desde sus balcones pueden verse Sierra Palacios, el pantano de Sierra Boyera y un lago artificial originado de una explotación minera. Desde la parte más alta de la torre se divisan también las localidades próximas, algunos pozos mineros y las vías férreas que antaño fueron de pasajeros entre Córdoba y Almorchón y que hoy solo se usan para el transporte de mercancías.

### Escuela Universitaria Politécnica de Belmez
La Escuela Universitaria Politécnica de Belmez (EUPB) es el único campus de la Universidad de Córdoba situado fuera de la capital, ya que se encuentra en la localidad de Belmez, a 70 km de Córdoba.
Fue fundada en 1924 con el nombre de Escuela Práctica de Obreros Mineros (en 1930 sería denominada Escuela Técnica) y hasta 1973 dependió de la Universidad de Sevilla. En ese año pasa a formar parte de la recién fundada Universidad de Córdoba. En 1977 la Escuela se movió a su actual ubicación y dejó su anterior edificio, que ahora es el ambulatorio de Belmez.
En la actualidad se cursa el Grado de Ingeniería Civil y el Grado de Recursos Energéticos y Mineros

### Patrimonio Histórico Andaluz
- Véase Anexo:Patrimonio Histórico Andaluz en el Valle del Guadiato#Belmez.

## Economía
- La economía de Belmez está notablemente condicionada por su especifidad geográfica, su inserción plena en la franja de depresión socioeconómica del Alto Guadiato y el déficit de infraestructuras varias que soporta, se ha unido el éxodo rural de las últimas décadas y la especialización excesiva de la economía local en el sector minero-industrial.
- El decaimiento de la actividad minera de carbón no ha podido ser compensado por el sector agrario, que ha sufrido una crisis aún mayor.

### Evolución de la deuda viva municipal
El concepto de deuda viva contempla sólo las deudas con cajas y bancos relativas a créditos financieros, valores de renta fija y préstamos o créditos transferidos a terceros, excluyéndose, por tanto, la deuda comercial.
| Gráfica de evolución de la deuda viva del Ayuntamiento de Belmez entre 2008 y 2023                |
|                                                                                                   |
| Deuda viva del Ayuntamiento de Belmez, en miles de euros, según datos del Ministerio de Hacienda. |

## Fiestas
- La fiesta más tradicional de Belmez es el día de los tomillos, la noche del 19 de enero, los jóvenes de la localidad van a la sierra cercana a coger manojos de tomillos, son llevados hasta la puerta de sus casas, cruces de calles o plaza, donde se amontonan hasta el toque de ánimas, momento en que se les prende fuego. Es ésta una noche alegre donde se canta, baila y juega en torno a las candelas.
- El 15 de mayo se celebra la romería de San Isidro, patrón de Belmez, procesión religiosa seguida de una cabalgata de carrozas, que hacen los agricultores en honor al santo, las cuales procesionan por el pueblo y a continuación se desplazan a la finca de "Los Mestos" donde se realiza la Romería Campera.
- La Semana Santa belmezana cuenta con cuatro tallas del imaginero sevillano Antonio Castillo Lastrucci, situadas en la parroquia de Nuestra Señora de la Anunciación (Nazareno, Crucificado, Virgen Dolorosa y Yacente). El miércoles Santo es representado el Vía Crucis, el Jueves Santo procesionan las tallas de Nuestro Padre Jesús Nazareno y el Cristo Crucificado, y por último el Viernes Santo procesionan la imagen del Cristo Yacente y la imagen de la Virgen Dolorosa.
- El domingo de Resurrección se celebran las Pascuas y son días de campo entre amigos.
- El 13 de junio se celebra la verbena de San Antonio, organizada por la Asociación de Vecinos la Alberca.
- La verbena de la Virgen del Castillo, que se celebra primer fin de semana del mes de agosto, es una verbena popular que tiene lugar la explanada de los "Hospitalillos", al lado de la ermita del Castillo.
- Las fiestas patronales se celebran del 7 al 11 de septiembre en honor a Ntra. Sra. Virgen de los Remedios. Comienzan con el traslado en procesión de la talla desde la ermita de Ntra. Sra. Virgen de los Remedios a la iglesia de la Anunciación.
Terminada la procesión, desde la puerta del ayuntamiento sale la Cabalgata de Gigantes y Cabezudos.
Los días siguientes están llenos de actividades: bailes, recepciones, exposiciones, toros, fútbol...
Las fiestas concluyen el día 11 con el traslado y procesión de nuevo de la Virgen de los Remedios, desde la iglesia a la ermita. Como broche, final un espectáculo de fuegos artificiales cierra las fiestas.
- Las fiestas en honor a Santa Bárbara se celebran el 4 de diciembre. En ella se tiran petardos y se toman unas copas. La Hermandad de" Santa Bárbara" organiza una cena. Así mismo los alumnos de la Escuela Universitaria Politécnica de Belmez (antigua EUIT Minera) celebran su fiesta.[10]

## Anécdotas y curiosidades

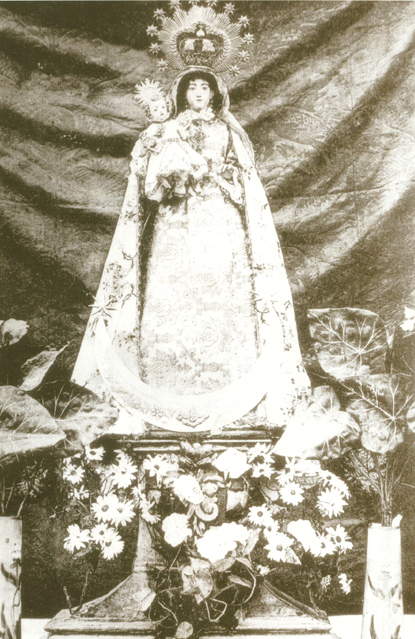
Antigua talla de Ntra. Sra. de Los Remedios.

- En la Guerra Civil la talla de la Virgen de los Remedios fue destruida, por lo que se le encargó la actual talla al imaginero sevillano Antonio Castillo Lastrucci.
- Belmez es conocido por su alcalde Rafael Canalejo Cantero,[11] ganador del popular concurso de televisión "Un millón para el mejor", en 1968. [12]
- En ocasiones Belmez es conocido erróneamente (por su igualdad morfológica) como "el pueblo de las caras", cuando en realidad las caras de Bélmez se encuentran en Bélmez de la Moraleda, municipio de la provincia de Jaén.
- Hay un dicho popular en el cual se refiere a que el nombre Belmez no es una palabra llana, tal y como la mayoría de las personas foráneas nombran a este pueblo. Tal dicho viene a ser así: "Belmez será Bélmez cuando Jerez (refiriéndose al afamado Jerez de la Frontera) sea Jérez".

### Heráldica

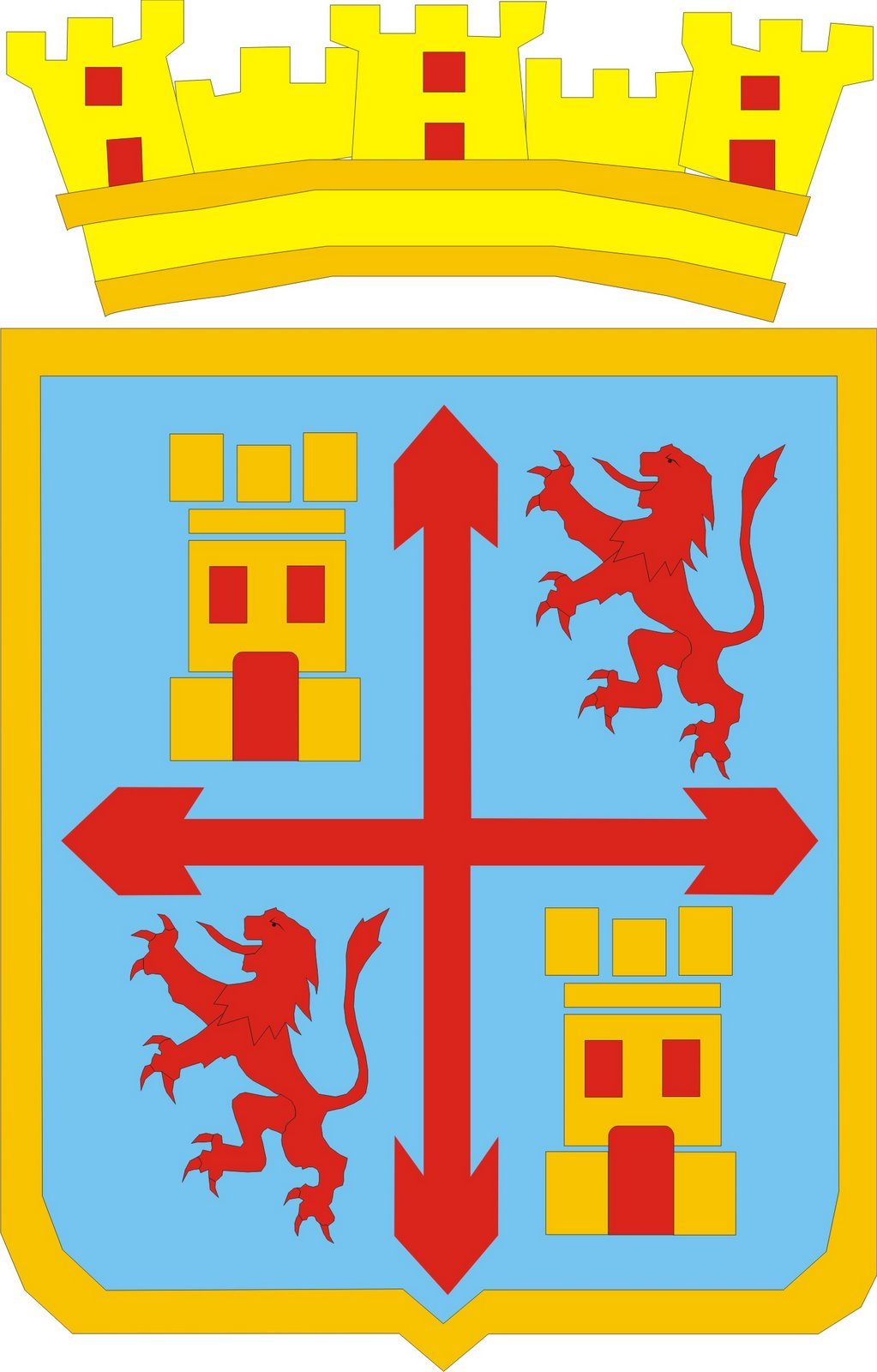
Escudo acuartelado por la cruz de la Orden de Calatrava.

Hay dos escudos oficiales en Belmez. El que se utiliza normalmente es usado sin aprobación oficial. Esta cuartelado por una cruz de la orden de Calatrava, con dos castillos de oro y dos leones de gules, alternándolos en sus cuarteles. No hay noticias de la fecha en que fue diseñado y aprobado por el municipio como el escudo oficial de la villa, ni quienes intervinieron en el estudio; lo que si es evidente es que este escudo es el que se utiliza actualmente en Belmez, estando representado en las pinturas de techos y murales del Ayuntamiento, en publicaciones recientes y en sellos de sus autoridades. Pero estas pinturas se hicieron entre la construcción del actual edificio y las reformas posteriores.

El dictamen que en el año 1951 aprobó la Real Academia de la Historia nos presenta otra imagen, la oficial de la villa, basada principalmente en el criterio de que siendo el castillo el que dio importancia estratégica primero y de recuerdo después, debe figurar éste, sin más aditamentos de armas reales ni de venera a la Orden.